# 香港城市大學創意媒體學院
香港城市大學創意媒體學院（英語：School of Creative Media, City University of Hong Kong），簡稱SCM，是香港城市大學其中一個學院，於1998年成立。

## 歷史
學院於1997年由時任校長張信剛倡議，1998年正式成立，是亞洲首個同類型院校，目標為培訓能融合理論與實踐、掌握藝術與科技知識及具備文化觸覺的媒體專才，協助推動創意產業。
學院於2004年7月與北京電影學院及美國南加州大學影視學院建立「三方夥伴關係」，旨在推動與世界各地學府之間的學術交流及深入合作。
2011年，學院遷往新落成的邵逸夫創意媒體中心作為永久院址。
2012年，被新聞網站Asian Correspondent評為全球十大電影學院之一。

## 課程
學位分文學、理學及文理學

## 校友
- Harsh Agrawal：參與《玩轉極樂園》電影動畫團隊製作，影片奪得 2018 年奧斯卡最佳動畫片獎，現職彼思動畫製作室(Pixar Animation Studio)動畫角色之光影及質感技術總監
- 文佩卿：香港電影出品人，監製、編劇。首部監製電影《救殭清道夫》於香港亞洲電影投資會獲「HAF大獎」，《一秒拳王》於2022年香港電影金像獎問鼎4項提名，另一監製作品《濁水漂流》同時獲得金馬獎及金像獎提名「最佳電影」
- 杜緻朗：香港著名編劇，代表作有《大追捕》、《霍元甲》、《殺人犯》、《不能說的秘密》等，在香港城市大學客席任教劇本課，《信報》、《星島日報》專欄作家
- 卓亦謙：電影《殺破狼·貪狼》編劇、第38屆香港電影金像獎創作總監
- 梁禮彥：電影編劇，代表作品有《殺破狼2》
- 陳健朗：香港男演員及電影導演，憑《手捲煙》奪得第40屆香港電影金像獎「新晉導演」
- 陳楚珩：第23屆「香港電影評論學會大獎」最佳編劇
- 麥曦茵：電影導演、編劇、香港電影金像獎最佳編劇
- 曾翠珊：第31屆香港電影金像獎新晉導演獎
- 許宏宇：執導及剪接電影《喜歡你》、由電影《投名狀》開始加入剪接師行列，參與作品包括《十月圍城》、《建國大業》、《趙氏孤兒》、《建黨偉業》等，亦曾獲香港金像獎及台灣金馬獎最佳剪接提名
- 黃進：第53屆金馬獎最佳新導演、第23屆香港電影評論學會大獎最佳導演、第36屆香港電影金像獎新晉導演
- 盧鎮業：別名「小野」，香港藝術發展局頒發藝術新秀獎，憑《叔·叔》獲第39屆香港電影金像獎最佳男配角提名
- 譚惠貞：曾參與《危城》和《掃毒》編劇，2017 年首次自編自導電影《以青春的名義》，更獲邀成為《香港亞洲電影節》開幕電影及競賽電影之一
- 湯加文：香港女演員及模特兒，前寰亞傳媒集團旗下藝人
- 劉慕裳：香港女子空手道運動員

## 另見條目
- 文創產業發展處 (前稱創意香港辦公室)
- 香港動畫
- 香港電影
- 香港資訊科技教育
- 香港藝術發展局

- 香港藝術教育
- 香港藝術

## 外部連結
- 香港城市大學創意媒體學院 （页面存档备份，存于）